# 東上町
東上町（あずまかみちょう）は、千葉県柏市の地名。郵便番号は277-0011。

## 地理
柏市中央部に位置する。東上町中央部には谷津が存在する為、坂が数多く存在する。主に住宅地として利用される。また、中央部には柏郵便局があり、西部には柏銀座商店街がある。

### 地価
住宅地の地価は、2014年（平成26年）1月1日の公示地価によれば、東上町6-13の地点で17万9000円/m2となっている。

## 歴史
高浜虚子らによる吟行「武蔵野探勝」の第86回「柏山荘」は昭和12年に行われたが、古谷武雄・元柏市教育委員会教育長により、この地にあったのではないかと推測されている。これには、畑、田、松山、栗山があったと記されている。昭和30年代前半までは農地・森林が多い里山だったが、その後の柏市のベッドタウン化による開発により、現在では住宅地となっている。

### 沿革
- 1968年（昭和43年）11月18日 - 柏四丁目から柏郵便局が東上町に移転。
- 1972年（昭和47年）4月 - 東上町7-18に、柏商工会議所会館が設立。
- 1979年（昭和55年）9月 - 東上町8-18に、三井生命保険（現：大樹生命保険）の事務センターが竣工。

## 世帯数と人口
2017年（平成29年）10月31日現在の世帯数と人口は以下の通りである。
| 町丁   | 世帯数  | 人口    |
| ------ | ------- | ------- |
| 東上町 | 793世帯 | 1,353人 |

## 小・中学校の学区
市立小・中学校に通う場合、学区は以下の通りとなる。
| 番地 | 小学校             | 中学校             |
| ---- | ------------------ | ------------------ |
| 全域 | 柏市立柏第五小学校 | 柏市立柏第二中学校 |

## 交通

### 鉄道
最寄駅はJR・東武柏駅である。

### バス
- 東町（東武バスイースト）
- 東上町（阪東バス）
- 長全寺（阪東バス）

### 道路
- 千葉県道51号
- 郵便局通り
- 柏銀座通り

## 施設
- 柏郵便局
- 柏商工会議所会館
- 柏上町公園
- 柏銀座商店街
- 大樹生命保険事務センター